# Life hack
O termo LifeHacks se refere a truques de produtividade que podem ser aplicados para superar a sobrecarga de informação, pendências e tarefas do dia-a-dia.
Originalmente, o termo "Hack" surgiu de rotinas rápidas e "sujas" criadas por programadores para processar grande quantidade de informações, tais como: emails, sincronização de arquivos, acompanhamento da realização de tarefas, classificação de emails. Depois, o termo foi distorcido e adotado para identificar profissionais da área de programação que são experts em decifrar códigos e entrar em sistemas, quebrando proteções e barreiras eletrônicas (hackers).
Hoje, qualquer coisa que resolve problemas do dia-a-dia de uma forma inteligente e não obvia pode ser chamada de LifeHacks.
A pessoa que utiliza-se de Lifehacks de maneira intensiva pode ser chamado de Lifehacker.